# 飛島村図書館
飛島村図書館（とびしまむらとしょかん）は、愛知県海部郡飛島村松之郷の飛島村すこやかセンターにある公共図書館である。
2015年度末の蔵書冊数は88,706冊であり、2015年度の貸出冊数は71,594冊である。2015年度末の飛島村の人口は4,587人であるため、1人あたり蔵書冊数は21.98冊、1人あたり貸出冊数は15.6冊である。2016年度の図書資料費は707万4000円であり、1人あたり図書資料費は1609円と、愛知県の自治体としてはトップだった。

## 歴史

### 開館

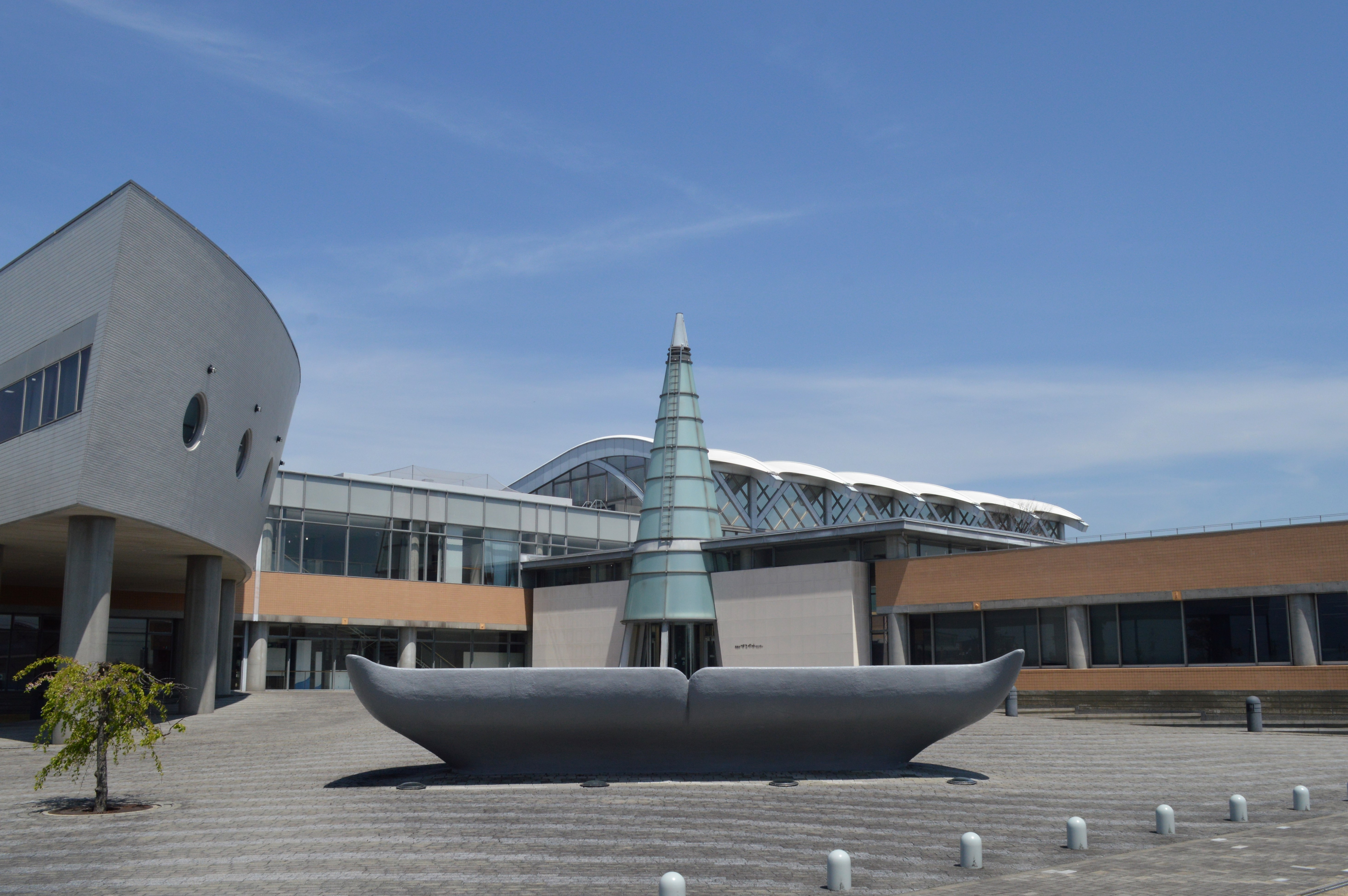
飛島村すこやかセンターの全景

1968年（昭和43年）4月には飛島村公民館に閲覧室が設けられた。1982年（昭和57年）4月には飛島村中央公民館が開館し、中央公民館には図書室が設けられた。図書館開館前の飛島村内には書店やレンタルビデオ店がなく、住民は海部郡蟹江町や弥富町の店舗に行くことを余儀なくされていた。
1996年（平成8年）2月には飛島村すこやかセンターの建設工事が完成。2月18日には103歳だったきんさんぎんさんを招いた内覧会を開催し、3月23日には完成式を開催した。4月1日には飛島村図書館を含めた各施設が開館した。複合施設の玄関は「灯台」、図書館は「船」、温水プールの屋根は「波」をモチーフとしており、敷地の入口にはクジラのモニュメントがある。複合施設全体の建設費は約30億4000万円。
開館時の休館日は月曜日と祝日であり、貸出対象は飛島村在住者・在勤者のみだった。蔵書の収容能力は開架が65,000冊、閉架が15,000冊で計80,000冊。開館時の図書館の蔵書数は約3万冊であり、図書の貸出のほかには開館時からビデオ約800点とCD約200点の貸出も行っている。愛知県には飛島村のほかに八開村（現・愛西市）、十四山村（現・弥富市）、小原村（現・豊田市）、下山村（現・豊田市）、津具村（現・設楽町）、作手村（現・新城市）、豊根村、富山村（現・豊根村）の計8村があったが、飛島村図書館は開館から今日に至るまで愛知県唯一の村立図書館である。

### 開館後

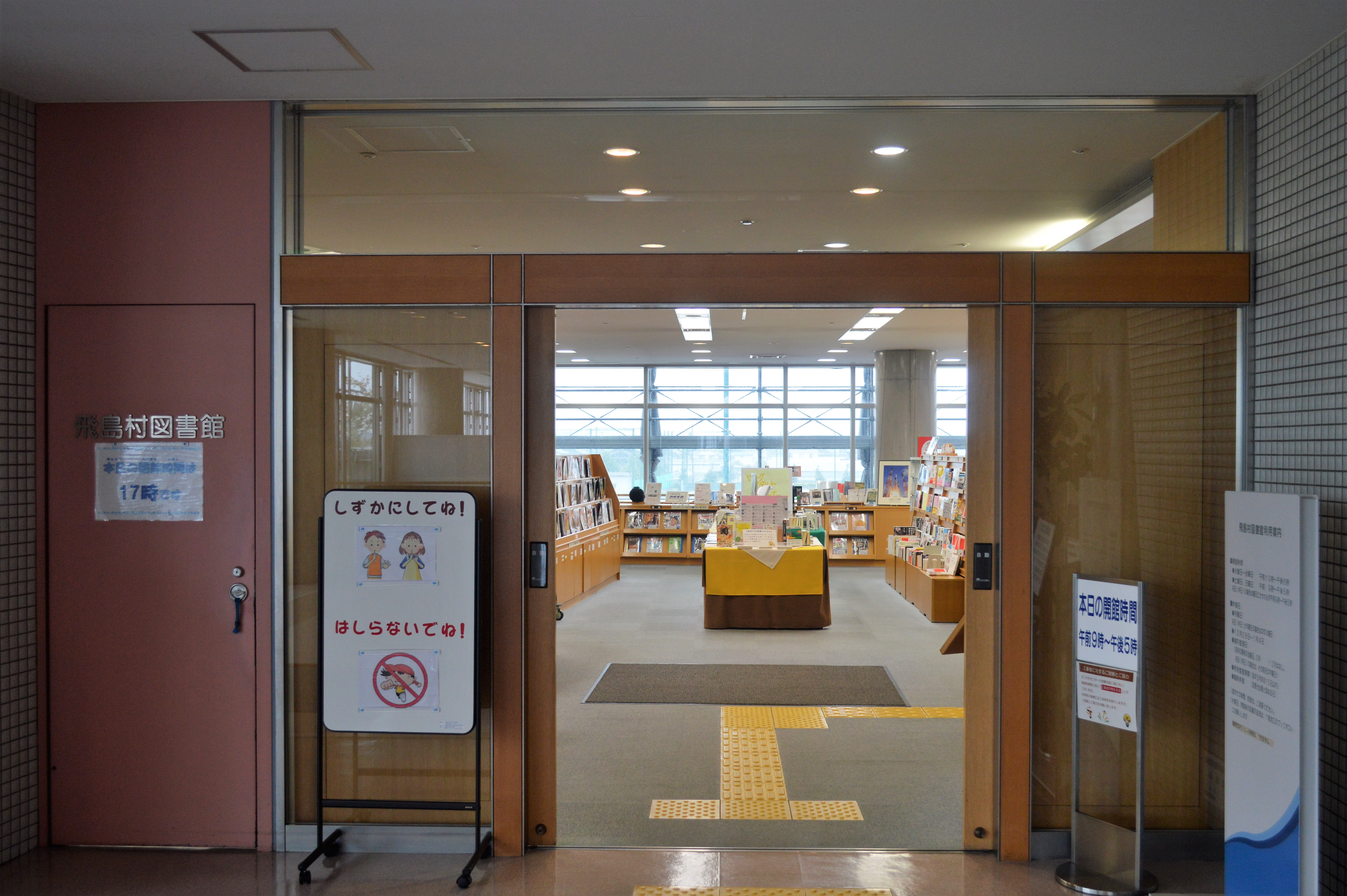
飛島村図書館の入口

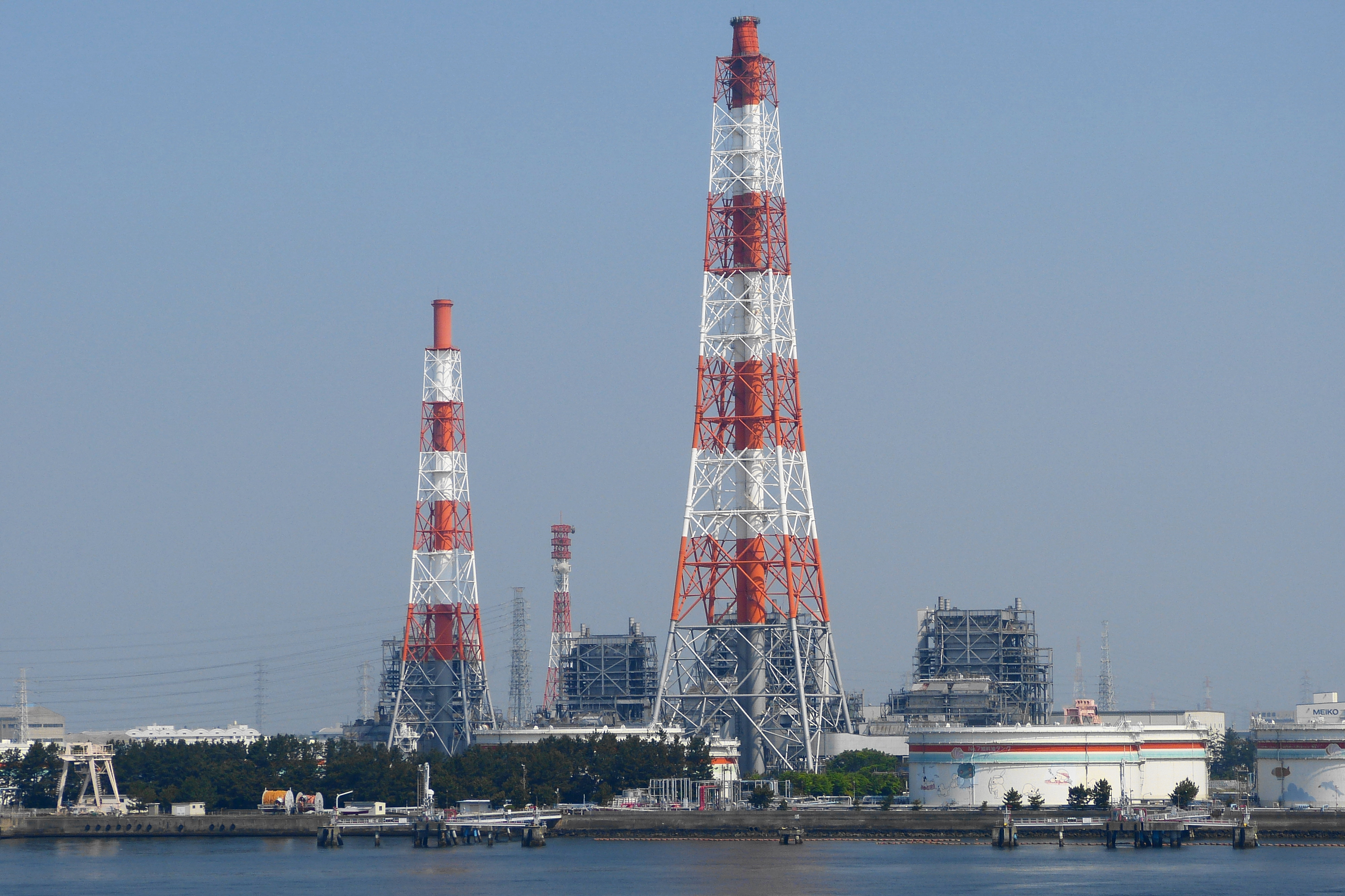
企業文庫が設置された中部電力西名古屋火力発電所

開館後5か月で利用者数は53,000人を突破し、貸出冊数は約4,000冊/月に達した。1996年12月にはインターネット用パソコンを設置し、開館日の14時から16時まで無料で利用できるようにした。回線利用料や職員の負担がネックとなり、同様のサービスを行っている公共図書館は珍しかった。
1997年（平成9年）6月には、飛島村南部にある中部電力西名古屋火力発電所が発電所1階の喫煙室に企業文庫が設置された。この企業文庫は飛島村図書館の団体貸出サービスを利用しているほか、業務用移動端末機も同時に貸出しており、企業文庫内でも貸出と返却の処理を行っている。図書館と火力発電所は約4km離れており、それまでは図書館を利用する所員はほとんどいなかったが、気軽に本を借りられることから好評を博した。同年7月には祝日を開館日とした。
2001年度（平成19年度）末の蔵書数は図書が約6万冊、ビデオが約2,600本、CDが約1,200枚、絵画が約260点であり、2001年度の利用者数は約28,000人だった。2001年度までは飛島村の在住者・在勤者のみが館外貸出の対象だったが、2002年（平成14年）4月には公共図書館を持たない十四山村の在住者にも館外貸出対象を広げた。同年5月にはブックスタート事業を開始し、10月には公式ウェブサイトを開設した。
2007年（平成19年）4月にはビジネス情報コーナーを設置し、12月にはヤングアダルトコーナーを設置した。2012年（平成24年）7月には貸出カードの作成範囲を海部地区管内全域（津島市・愛西市・弥富市・あま市・蟹江町・大治町）に拡大した。

## 複製名画レンタル事業

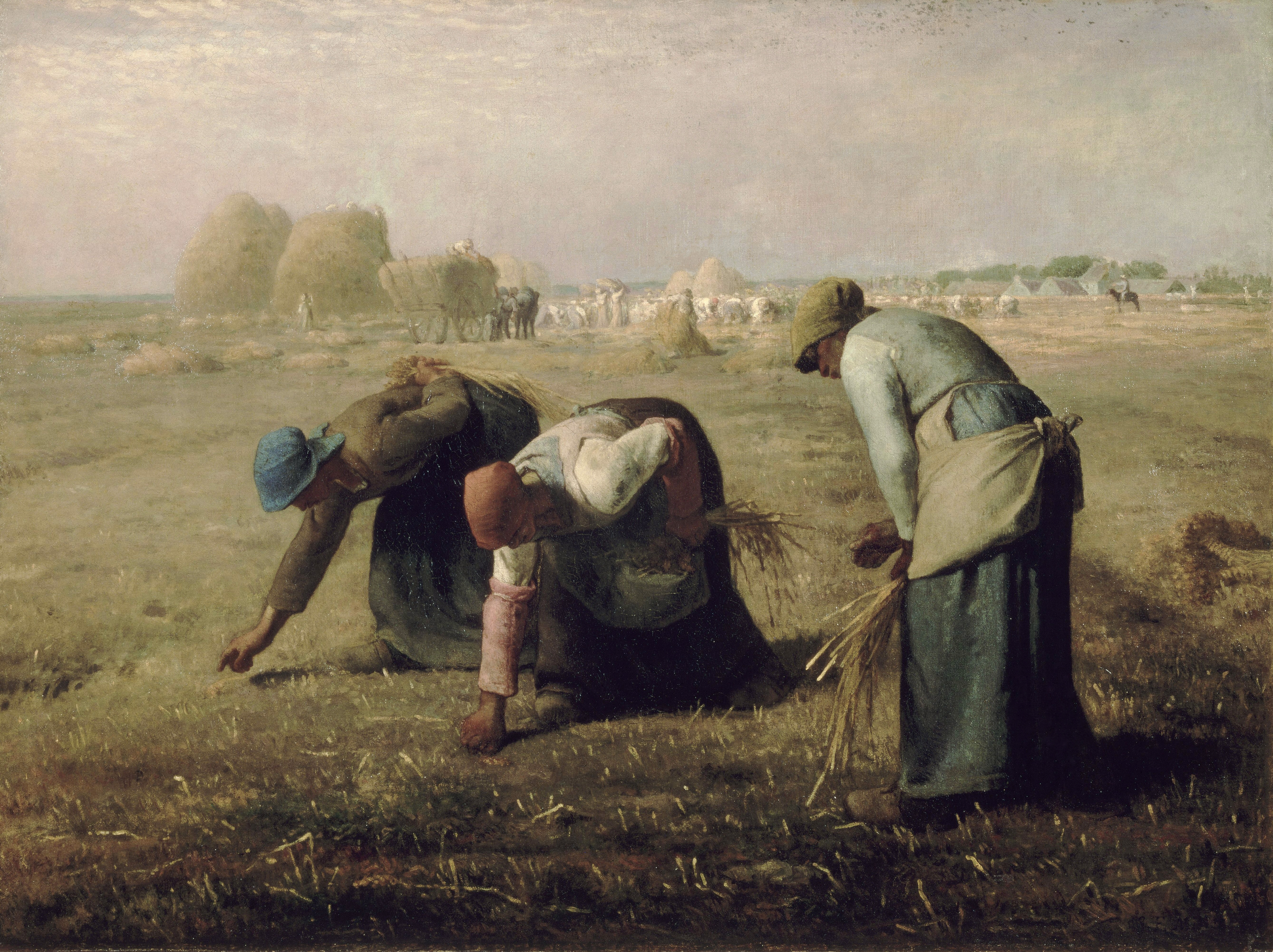
ミレーの『落穂拾い』

「家庭に美術館を」を合言葉に、1990年6月には全国の自治体で初めて複製絵画の貸出を開始した。当初の所蔵数は約80点だったが、1995年5月時点では61人の芸術家による226点、2015年11月時点では259点を所有している。所蔵する作品はフィンセント・ファン・ゴッホの『ひまわり』、クロード・モネの『睡蓮』、ジャン＝フランソワ・ミレーの『落穂拾い』、竹久夢二の『朝の光へ』などであり、金額は額を含めて1点約3万円。1995年時点では年間300-400枚の貸出が行われている。1996年に開館した飛島村すこやかセンターの2階には、図書館入口手前に約75m2の「アートギャラリー ウェル ライフ」（絵画展示コーナー）が設けられ、一定期間ごとに作品を入れ替えて常設展示している。

## 利用案内
- 開館時間[17]
  - 火曜日～金曜日 : 10時～18時
  - 土曜日・日曜日 : 9時～17時
  - 祝日 : 9時～17時
- 休館日[17]
  - 月曜日、年末年始、館内整理日（毎月最終金曜日）、特別整理期間（毎年5月末）
- 貸出カード作成可能者[17]
  - 飛島村在住・在勤・在学者
  - 海部地区（津島市・愛西市・弥富市・あま市・蟹江町・大治町）在住者
- 貸出冊数・貸出期間[17]
  - 図書・雑誌 : 5冊まで2週間
  - 視聴覚資料 : 2点まで1週間
  - 複製絵画 : 1点まで2か月